# Cerkiew św. Anny w Kotowie
Cerkiew św. Anny – drewniana cerkiew greckokatolicka znajdująca się w Kotowie, w gminie Bircza, w powiecie przemyskim.
Budowla dnia 18 listopada 1982 wpisana została do rejestru zabytków pod numerem A-321.

## Historia cerkwi
Drewniana cerkiew pod wezwaniem św. Anny została zbudowana w 1923, w miejscu starszej świątyni. Zaprojektowana została na planie krzyża greckiego z centralną kopułą w tak zwanym narodowym stylu ukraińskim. Należała do greckokatolickiej parafii w Birczy.

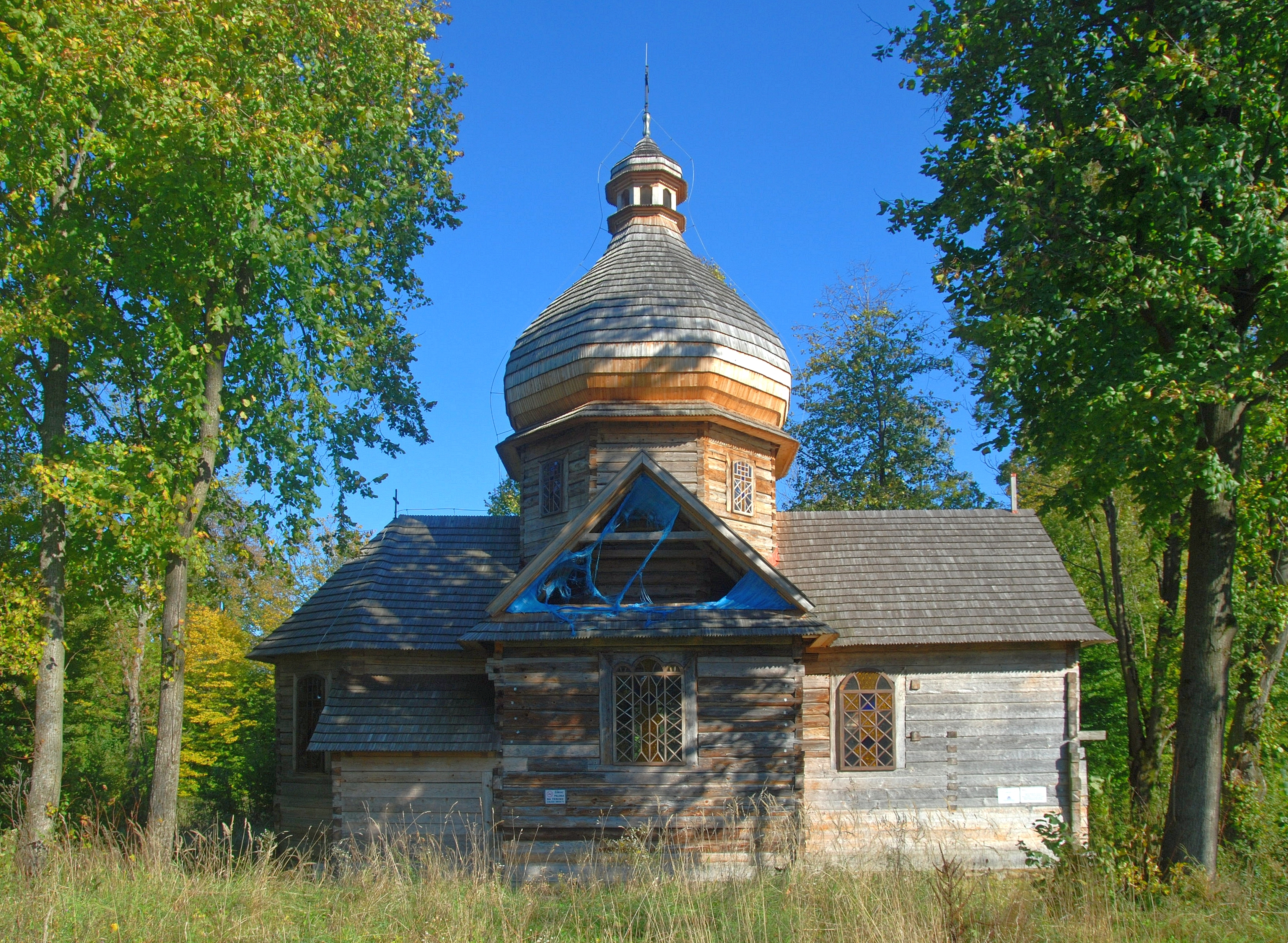
Widok od strony zachodniej
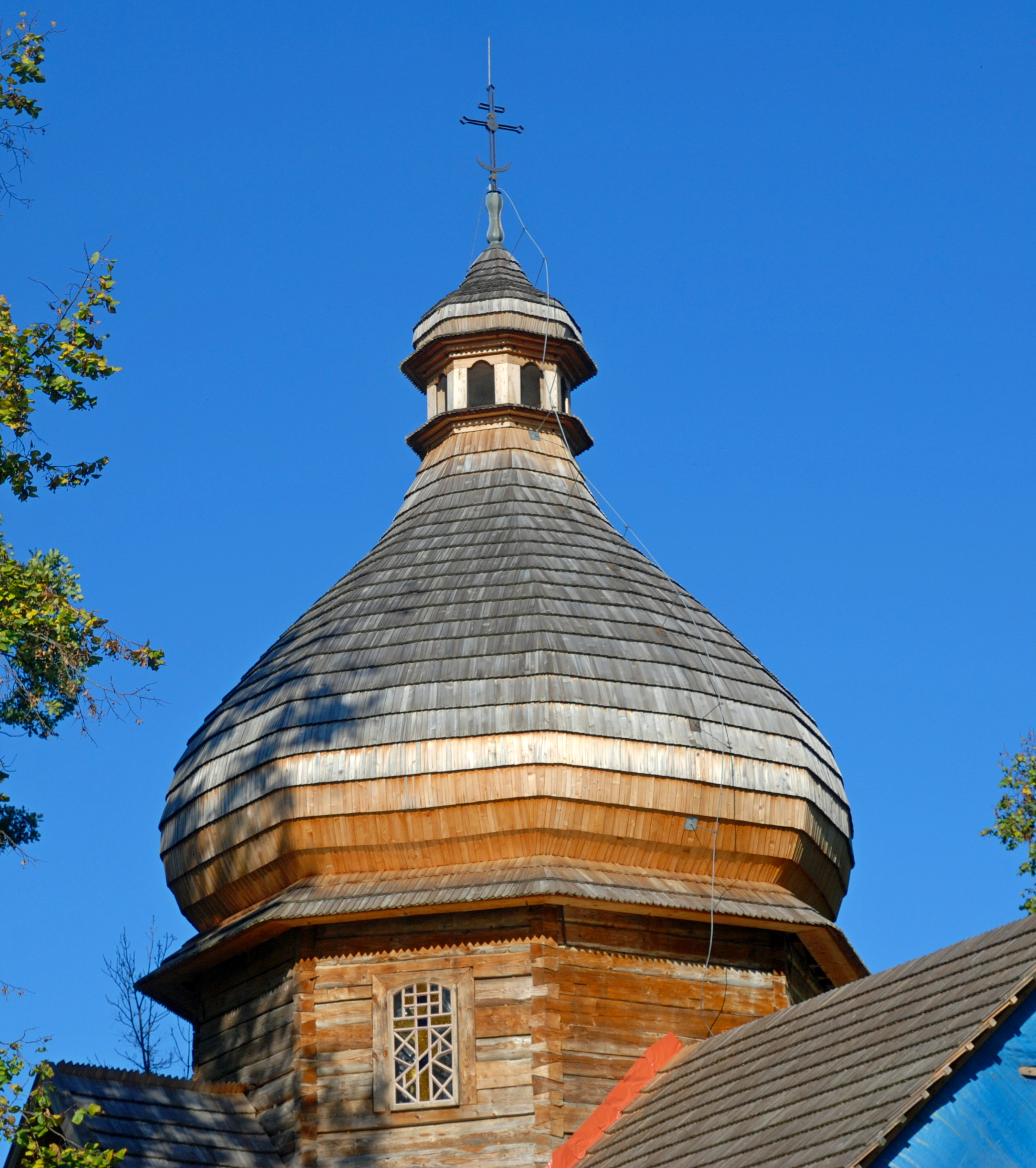
Kopuła centralna
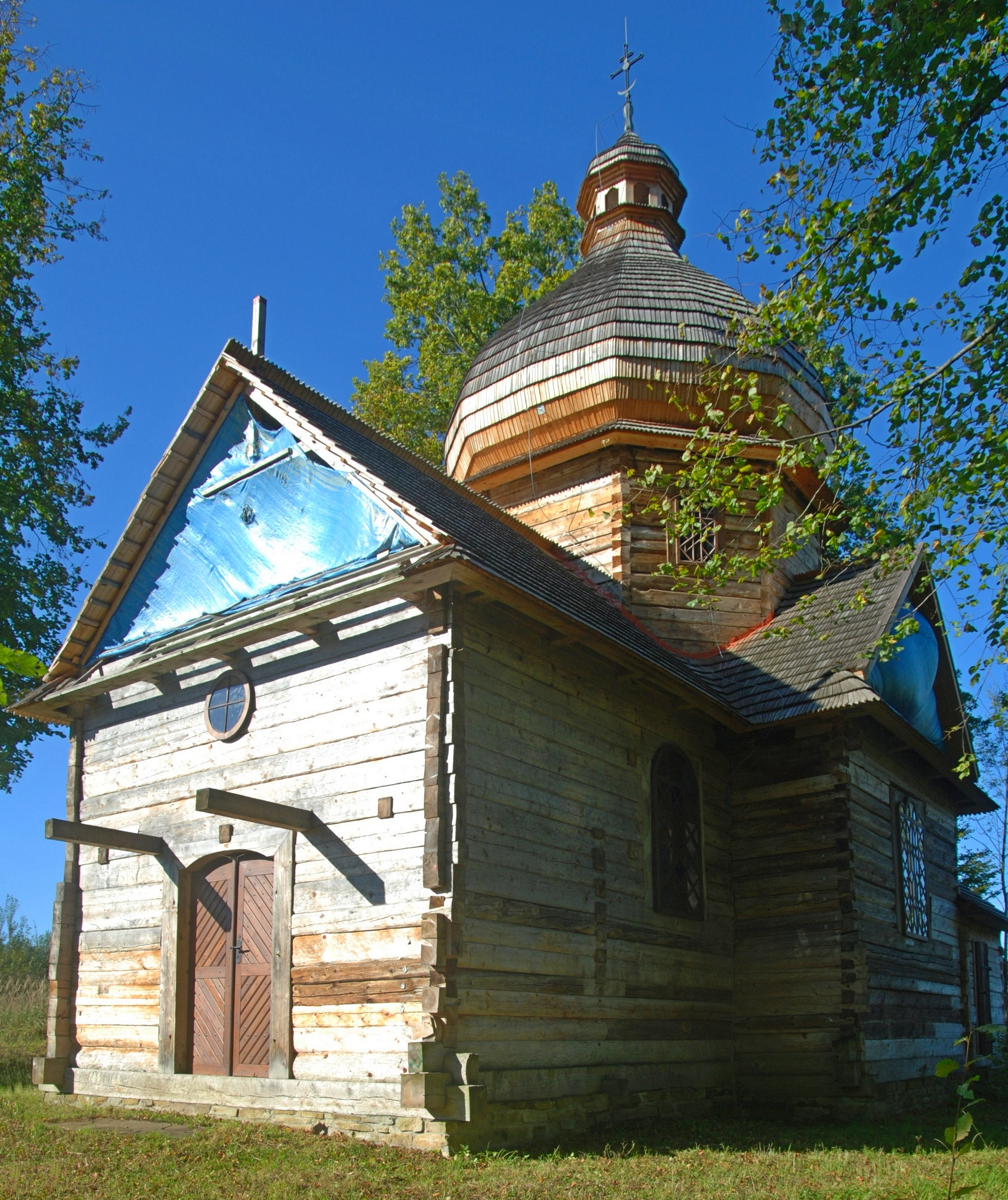
Widok od strony poł.-wch.

Po wojnie po wysiedleniu ludności ukraińskiej opuszczona. W latach 50 XX w. używana jako magazyn PGRu, potem owczarnia. W 2012 Gmina Bircza rozpoczęła remont świątyni. Ma być przeznaczona na kościół rzymskokatolicki.

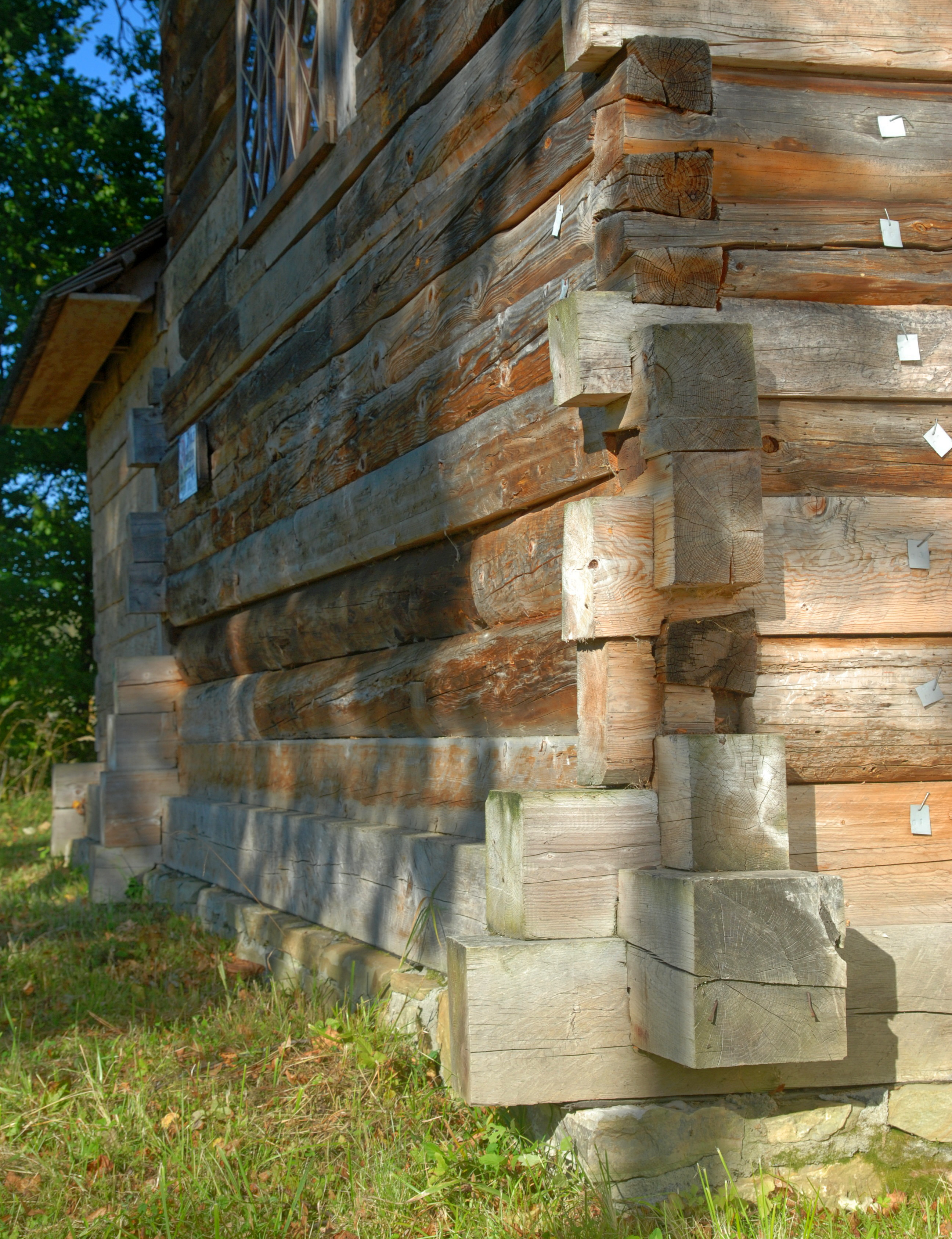
Konstrukcja zrębowa
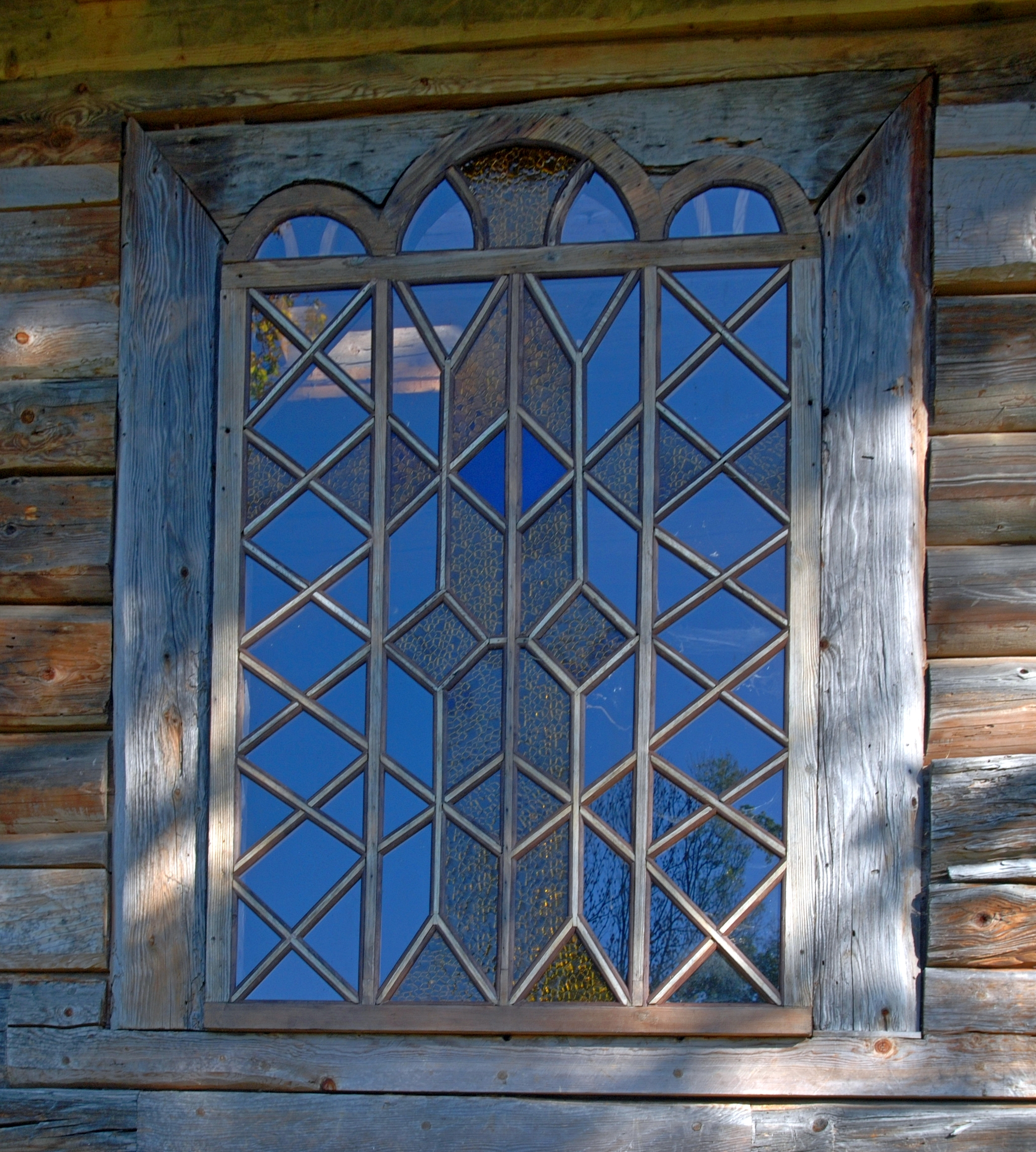
Okno zamknięte trójliściem
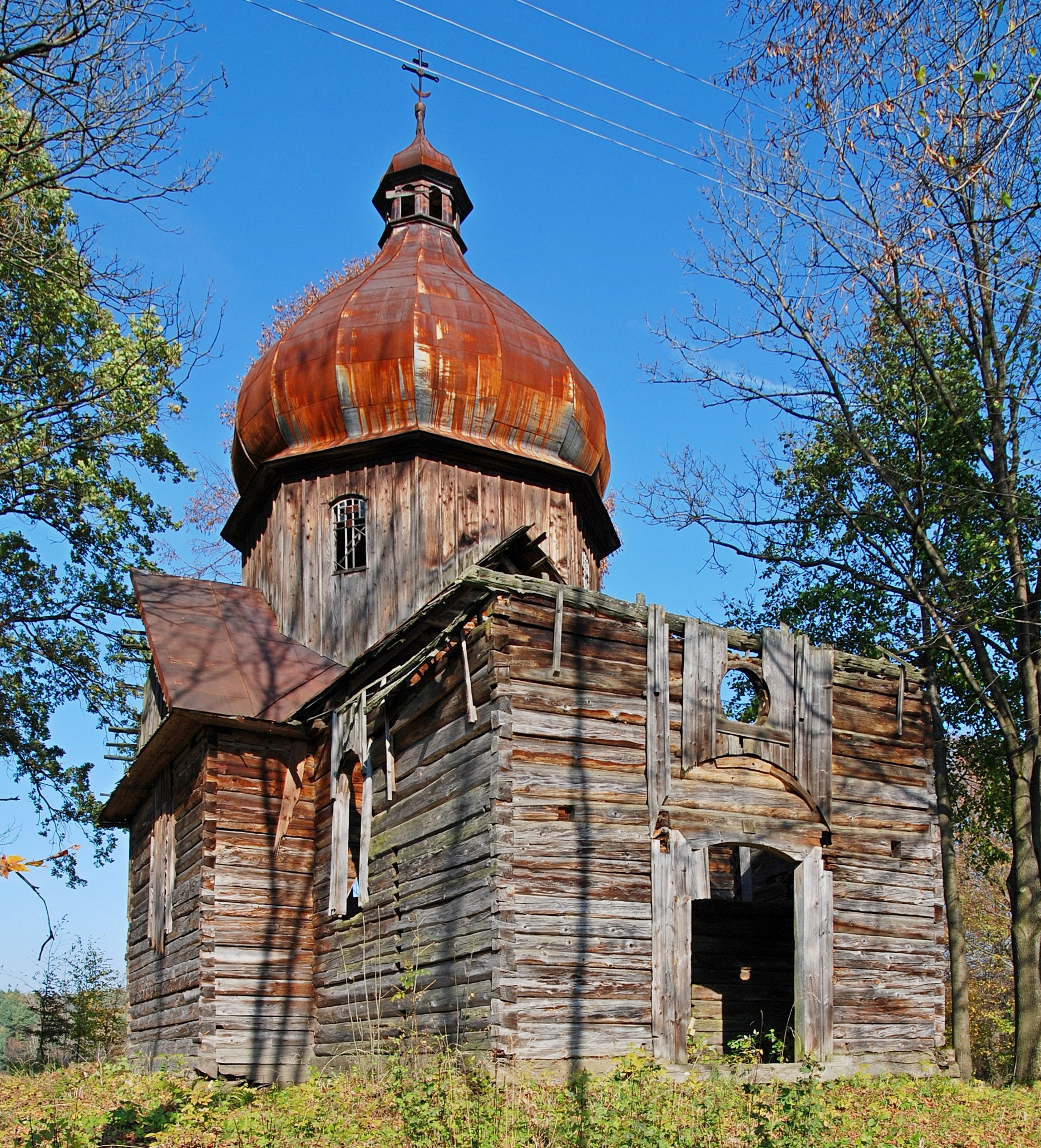
Stan w X.2008

Dookoła cerkwi znajduje się cmentarz.